# Makarije Aleksandrijski
Makarije Aleksandrijski ili Makarije Mlađi bio je kršćanski pustinjak i svetac iz 4. stoljeća.

## Životopis
Do svoje 40. godine, radio je kao ulični prodavač slatkiša u Aleksandriji. Nakon toga se krstio i otišao u samoću.
Bio je veliki protivnik arijanskog nauka.
Pisac Paladije napisao je njegov životopis.

## Štovanje
Spomendan mu se slavi 2. siječnja.

### Knjige
- Koledar svih svetaca i svetica božjih ili životi svetaca za sve dneve godišta i sve godišnje svetkovine pomične i nepomične i potpuni privod rimskoga martirologija. Narodna tiskara. Split. 1838
- Blazović, Augustin. 1966. Sveci u crikevnom ljetu. I. dio. Beč